# Koźmini csata
A koźmini csata (románul bătălia de la Codrii Cosminu, lengyelül bitwa pod Koźminem) 1497. október 26–29-én a halicsi Koźmin (ukránul Кузьмин) nevezetű erdőségben, a tartomány Bukovina nevű részén történt ütközet a lengyel, illetve a moldvai–oszmán–tatár–havasalföldi sereg között, mely utóbbi fél diadalával ért véget, amely egyúttal megállította a lengyel terjeszkedést délnek a román területek felé.

## Előzmények
III. István moldvai fejedelem habár eredményes politikus volt, s több győzelmet aratott az országát meghódítani szándékozó oszmán, magyar és lengyel hatalmakkal szemben, de idővel belátta, hogy nem tud tartós sikert elérni, ezért 1484-ben meghódolt az Oszmán Birodalomnak. Utolsó kísérletet a törökkel való szembeszállásra 1494-ben tette, s kapcsolatba lépett II. Ulászlóval, Magyarország királyával és I. János brandenburgi választófejedelemmel, hogy két fekete-tengermelléki erődöt együtt foglaljanak vissza. Azonban I. János Albert lengyel király is beleszólt a tárgyalásokba, s kilátásba helyezte, hogy Moldvát Lengyelországhoz csatolja, mégpedig úgy, hogy testvére Zsigmond (a későbbi I. Zsigmond lengyel király) üljön a fejedelmi trónra, vagy pedig István elismeri őt hűbérurának. Ezzel tulajdonképpen törökellenes védőbástyát akart országának teremteni, mert a törökökkel 1485 óta hadban állva számos támadást kellett elszenvednie Halicsnak délről, amelyhez Moldván keresztül vezetett az út.
Erre István egyáltalán nem volt hajlandó, mire a lengyel király mozgósításra adott parancsot és egy nagyobb sereg élén Moldvába készült, amelyet egyúttal törökellenes hadjáratnak is szánt.

## A szembenálló erők
Források szerint a lengyel király hatalmas sereget gyűjtött. Némely adat 60, 80, vagy 90 ezer főre teszik (ebből negyvenezer fő a tábori szolganép), a jelenlegi lengyel adatok azonban negyvenezer katonáról beszélnek, de lehetséges, hogy a valódi szám ennél is kevesebb, s a tábori szolganép létszáma sem lehetett nagyobb.

A moldvai sereg létszámát 25-38 ezer főre teszik, mostani számítások szerint István részéről talán 18 000 katona állt fel, amelyhez hűbérurától II. Bajazidtól is kapott segítséget 10 000 havasalföldi, török és tatár katona személyében, illetve II. Ulászló magyar királytól 2000 katonát.

## Támadás Moldva ellen
A lengyelek János Albert és Stanisław Chodecki a korona tábori hetmanja vezetésével Chocimnál (ma Hotin, Ukrajna) törtek be István országába. A moldvai vajda hagyományos taktikához folyamodott és kerülte a határ menti összecsapást, mivel ekkor bizonyult az ellenség a legerősebbnek. Ahogy a magyar és a török háborúban is alkalmazta, kitért János király serege elől és maga mögött felégette a búzamezőket, s tönkretette a legelőket, hogy a lengyelek ne találjanak se maguknak, se állataiknak élelmet.

Ráadásul a király is elkövetett egy taktikai hibát. Az eredeti haditerv szerint el akarta foglalni a fővárost Szucsávát, de mire odaért már utánpótlási gondjai voltak. A várat ráadásul a moldvaiak az utóbbi években jól megerősítették és a védelemhez nehéztüzérségi fegyvereket szereztek be. Ezzel szemben a lengyel seregnek csak kis teljesítményű ágyúik voltak. A lengyelek éheztek és a közeledő tél miatt az időjárás is hidegebbre fordult, s sokan megbetegedtek. Ezzel szemben a főváros védői remekül helytálltak a lengyel támadásoknak, ami miatt János Albert október 19-én megállapodott a moldvai fejedelemmel, hogy feloldja az ostromot, cserébe visszatérhet Lengyelországba. István azzal a feltétellel ment bele, hogy a visszavonuló lengyelek nem fogják kifosztani útközben a moldvai falvakat.

## A csata
János Albert a gyakorlatban nem teljesítette, sőt nem is tudta volna teljesíteni az ígéretet, mert serege az éhezés miatt mind egy szálig elpusztult volna, ha nem szerez élelmet. Nyilván ezt tudta István, és azt gondolta, hogyha a lengyelek megsemmisülnek a nélkülözéstől, akkor többet eszük ágában sem lesz Moldvára támadni. Ha pedig nem tartják be az ígéretüket, akkor ez ürügyet adhat a támadásra. Tulajdonképpen István így, vagy úgy, de meg akarta leckéztetni a lengyel királyt.

János egy másik úton Śniatyn felé, Bukovinán át akart eljutni a határhoz Chocimba, amely teljesen ismeretlen volt előttük, mindezt abban a reményben, hogy itt tudhat utánpótláshoz jutni.

Ezt ürügyül felhasználva István a seregével János után eredt, és a Koźmin-erdőben rajtaütött a lengyeleken. Ekkor már beérkeztek az ígért erősítések Havasalföldről, amelyek részt vehettek a lengyelek megsemmisítésében. A király arra kényszerült, hogy csatába szálljon vele és a nehézlovasságát küldte ellene.
Mivel a sereg teljes rendezetlenségben menetelt, a csapatok össze-vissza, egymástól külön harcoltak, így esélyük sem lett volna István ellen. Három csoportban folyt a csata a moldvaiak és szövetségeseik ellen: Racibórzi Trnkę a reguláris csapatokat vezette, Chodecki a hátvédet, míg Jan Tęczyński a lovasságot. A lengyelek Lențești településig menetelve egyfolytában harcoltak, míg végül ott teljesen szétverték őket. Tęczyńskinek egy remekül végrehajtott lovassági ellentámadás során sikerült annyira visszavetni a támadókat a Szeret folyóig, hogy elkerüljék a lengyel sereg teljes lemészárlását. Tęczyński meg is tartotta rendezett alakzatát és Pruton átkelt a halicsi oldalra, majd megpróbált még egyszer a király segítségére sietni. Csernyivci mellett tettek kísérletet a folyón átkelve beavatkozni az ütközetbe, de nem tudtak a királyon segíteni.
A király körül harcoló, elsősorban nemesekből álló kontingens nagy része elesett az egyszerre támadó román, tatár és oszmán lovasokkal szemben. Ugyan a lengyeleknek esélyük sem volt a győzelemre, azt az ellenség meglepetten tapasztalta, hogy elszántan harcolnak, különösen a király védelmében álló nemesek, akik hűek maradtak a lovagi elvekhez.

## A veszteségek
A csatában a lengyel király 5000 katonája és számos tisztje esett el, valamint a tábori szolganépből is rengetegen vesztették életüket és mintegy hatezer szállítószekér, velük együtt azok tartalma is az ellenség kezére jutott, bár az ágyúk nagy részét megmentették. A moldvai vajda minimális veszteségeket szenvedett el.
A vereség egy időre véget vetett a lengyel–moldvai háborúskodásnak. István néhány év múlva meghalt, attól kezdve hazája egyre inkább lesüllyedt a török hűbéreseként és nem játszott meghatározó szerepet a térségben mint akkor, sőt ironikus módon a lengyelek felett aratott diadala a törökök győzelme volt. IV. Péter vajda tett újból kísérletet az ország felemelésére, hogy Erdély és Lengyelország rovására próbált terjeszkedni, de I. Szulejmán megálljt parancsolt neki.